# ألبرت ويليام سيلفستر
ألبرت ويليام سيلفستر (بالإنجليزية: Albert Hale Sylvester)‏ هو مستكشف أمريكي، ولد في 25 مايو 1871 في سان ماتيو في الولايات المتحدة، وتوفي في 14 سبتمبر 1944 في Wenatchee ‏.